# Angel Forrest
Angel Forrest est une auteure, compositrice de blues, de folk et de rock ainsi qu'une réalisatrice. Elle est née le 11 mars 1967 à Montréal, au Québec. Elle est lauréate de dix prix du gala Maple Blues Awards de la Toronto Blues Society au Canada, dont huit en tant qu'interprète féminine de l'année.
L’artiste canadienne endisque sous l’étiquette québécoise Ad Litteram depuis 2016.

## Biographie

### Vie personnelle
Angel Gareth Forrest est née le 11 mars 1967 à Pointe-Claire au Québec. Elle est la fille de Margaret Joan Ford (Joanne) et d'Angelo Nichalo. Angel est d'origine italienne, irlandaise et galloise. Du côté paternel, elle possède deux demi-sœurs, Mary et Gloria et du côté maternel, une demi-sœur et un demi-frère, Gail et Robert. Angel a deux filles, Jazmin Raine MacDonald (née le 29 février 1992) de son premier mariage avec le guitariste Robert John MacDonald (1990-1994) et Dylan Sky Morand-Forrest (née le 30 janvier 1999) dont le père est l'auteur-compositeur-interprète, Jean-François Morand (Jeff Moran).

### Carrière
C'est en 1988 qu'Angel Forrest commence sa carrière musicale. Celle-ci dure encore aujourd'hui après plus de trois décennies. Son premier album Secondhand Blues répertoriant plusieurs classiques de blues. Le travail de la chanteuse a immédiatement attiré l'attention des critiques et de ses nouveaux fans. Son spectacle hommage à la légendaire Janis Joplin lui a permis d'entrer officiellement dans l'œil du public. Sa performance enregistrée en direct a été immortalisée sur disque avec l'album "live" Angel Sings Janis.
Son premier album original, Here For You s'est vendu à plus de 30 000 copies. Il a été suivi par d'autres incluant l'album de Noël Wonderland, Come Alive, qui est récipiendaire de plusieurs prix, tout comme Mother Tongue Blues, qui a remporté Album de l'année au gala Lys Blues et qui a été nommé pour l'enregistrement de l'année à l'édition 2014 du gala des Maple Blues Awards. Angel y a aussi remporté le prix d'auteure-compositrice de l'année. Cette même année, elle a enregistré Live Love, un album acoustique "live". En 2016, elle fait paraître Angel's 11 un album concept original regroupant 11 des meilleurs guitaristes au pays. Ce nouveau long-jeu fut un tel succès qu'Angel reçu les prix pour Enregistrement de l'année, Auteure-compositrice de l'année ainsi qu'Interprète féminine de l'année au gala des Maple Blues Awards.
Son opus "live", Electric Love, a atteint le sommet des palmarès partout dans le monde. L'artiste montréalaise a été nommée Interprète féminine de l'année sept foir entre 2013 et 2021. La finaliste à l'édition 2018 du Concours international de Blues de Memphis chante du blues et du rock d'un océan à l'autre. En Novembre 2019, enfin prête à percer le marché américain, Angel sort Hell Bent With Grace, un album qui a été très bien accueilli par la critique.
Angel Forrest et Denis Coulombe travaille ensemble à l'écriture de ses chansons depuis 2005. Ces deux derniers ont collaboré avec Rob MacDonald sur Here For You et Come Alive, Dimitri Label Alexandre sur Mother Tongue Blues et Ricky Paquette sur Hell Bent With Grace.

## Discographie
- 2019 : Hell Bent With Grace[12]
- 2018 : Electric Love[13]
- 2016 : Angel's 11[14]
- 2014 : Live Love at the Palace[15]
- 2013 : Mother Tongue Blues[16]
- 2010 : Come Alive[17]
- 2007 :  Wonderland[18]
- 2005 : Here For You[19]
- 2001 : Étrange ce qui dérange[20]
- 1997 : Angel Sings Janis Live [21]
- 1996 : Secondhand Blues [22]

## Prix et récompenses
- 2020 : Interprète féminine de l'année, Maple Blues Awards
- 2018 : Interprète féminine de l'année, Maple Blues Awards
- 2018 : Spectacle de l'année (choix du public), Kiosque Edwin-Belanger
- 2017 : Interprète féminine de l'année, Maple Blues Awards
- 2016 : Auteure-compositrice de l'année, Maple Blues Awards
- 2016 : Réalisatrice de l'année, Maple Blues Awards
- 2016 : Interprète féminine de l'année, Maple Blues Awards
- 2015 : Interprète féminine de l'année, Maple Blues Awards
- 2014 : Interprète féminine de l'année, Maple Blues Awards
- 2014 : Auteure-compositrice de l’année, Maple Blues Awards
- 2014 : Interprète féminine de l'année, Gala Lys Blues[20]
- 2014 : Album de l'année pour Mother Tongue Blues, Gala Lys Blues[19]
- 2013 : Interprète féminine de l'année, Maple Blues Awards
- 2012 : Artiste féminine de l'année, Gala Lys Blues[20]